# USS Argonaut (SM-1)
USS Argonaut (SM-1) byla diesel-elektrická ponorka námořnictva Spojených států amerických. Byla to minonosná ponorka s dlouhým dosahem. Původně byla pojmenována USS V4 (SF-7), později ještě nesla označení SM-1, S-166 a APS-1. Ve službě byla v letech 1928–1943. Byla potopena za druhé světové války.

## Stavba

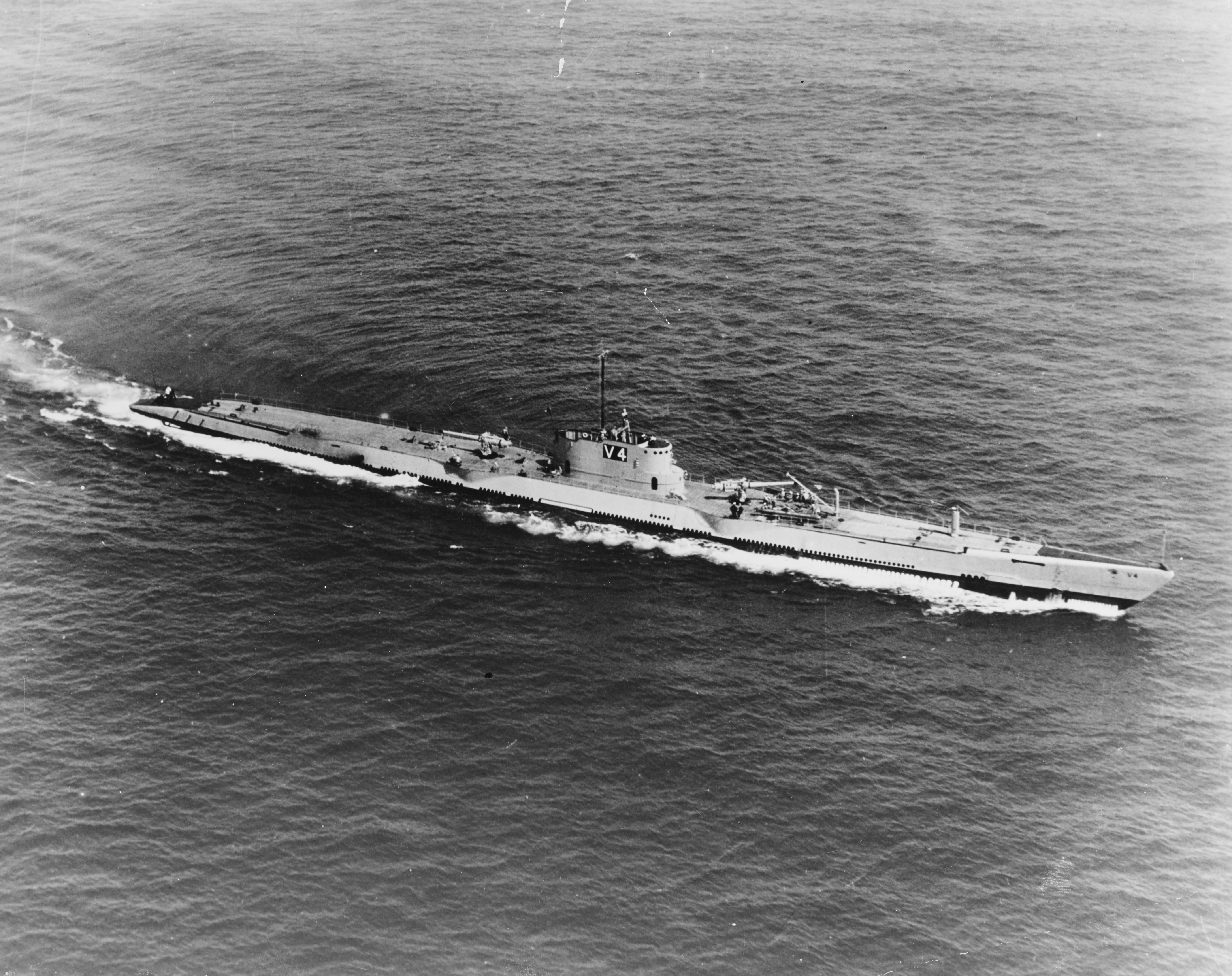
USS Argonaut (V4)

Ponorku postavila loděnice Portsmouth Naval Shipyard v Kittery ve státě Maine. Stavba byla zahájena 1. května 1925, ponorka byla spuštěna na vodu 10. listopadu 1927 a uvedena do služby 2. dubna 1928.

## Konstrukce

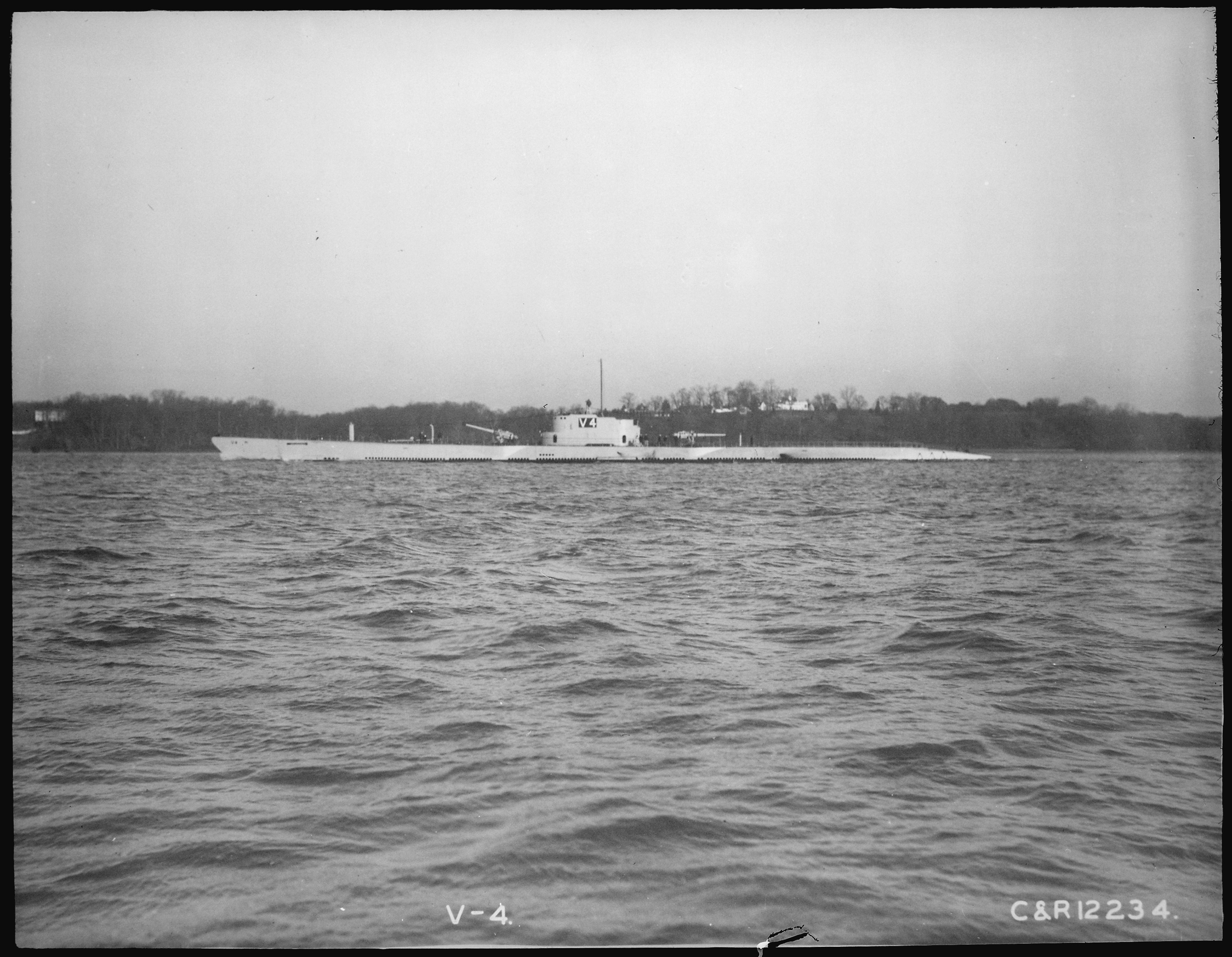
USS Argonaut (SM-1)

Ponorka nesla silnou výzbroj dvou 152mm kanónů, dvou 7,6mm kulometů a čtyř příďových 533mm torpédometů se zásobou osmi torpéd. Dále unesla až 60 min. Pohonný systém tvořily dva hlavní diesely MAN (pro plavbu na hladině) a dva pomocné diesel-generátory MAN o výkonu 3175 hp (pro nabíjení baterií) a dva elektromotory MAN o výkonu 2200 hp, pohánějící dva lodní šrouby. Nejvyšší rychlost na hladině dosahovala 13,65 uzlu a pod hladinou 7,4 uzlu. Dosah byl 18 000 námořních mil při rychlosti 10 uzlů na hladině a 50 námořních mil při rychlosti 5 uzlů pod hladinou. Operační hloubka ponoru až 95 metrů.

### Modernizace
Roku 1940 byly instalovány nové motory Fairbank-Morse o výkonu 6000 hp. Rychlost ponorky se na hladině zvýšila na 15 uzlů. V roce 1942 byl Argonaut přestavěn na nákladní ponorku.

## Služba
Ponorka byla bojově nasazena za druhé světové války. Dne 10. ledna 1943 byla poblíž ostrova Bougainville potopena japonskými letouny a torpédoborci Isokaze a Maikaze.

## Výskyt v kultuře
Ponorka Argonaut hrála ve válečném filmu Seas Beneath (1931, řežie John Ford), kde představovala německou prvoválečnou ponorku SM U-172.